# 沃倫縣 (維吉尼亞州)
沃倫縣（英語：Warren County）是美国維吉尼亞州北部的一個縣，面積560平方公里。根據2020年美國人口普查，共有人口40,727人。縣治弗兰特罗亚尔。該縣成立於1836年，縣名紀念在美國獨立戰爭邦克山戰役中戰死的約瑟·瓦倫。